# Municipio de Thorson
El municipio de Thorson (en inglés: Thorson Township) es un municipio ubicado en el condado de Burke en el estado estadounidense de Dakota del Norte. En el año 2010 tenía una población de 26 habitantes y una densidad poblacional de 0,28 personas por km².

## Geografía
El municipio de Thorson se encuentra ubicado en las coordenadas 48°41′28″N 102°47′27″O / 48.69111, -102.79083. Según la Oficina del Censo de los Estados Unidos, el municipio tiene una superficie total de 93 km², de la cual 92,08 km² corresponden a tierra firme y (0,99 %) 0,92 km² es agua.

## Demografía
Según el censo de 2010, había 26 personas residiendo en el municipio de Thorson. La densidad de población era de 0,28 hab./km². De los 26 habitantes, el municipio de Thorson estaba compuesto por el 100 % blancos. Del total de la población el 0 % eran hispanos o latinos de cualquier raza.